# Denis Martin
Denis Martin (* 5. Dezember 1956 in Lausanne) ist ein Schweizer Koch.

## Werdegang
Martin  ging nach der Ausbildung 1974 zum Restaurant Bellevue in Chexbres und
1976 zum Jardin D’asie in Vevey.  1978 wechselte er in Le Clou in Montreux und 1980 als Küchenchef ins Le Central in Massongex. Ab 1985 war er Küchenchef im La Roseraie in Yvorne.
1997 eröffnete er sein eigenes Restaurant Denis Martin in Vevey.
Im Guide Michelin wird er seit 2008 mit zwei Sternen ausgezeichnet und im Gault Millau mit 18 Punkten.

## Auszeichnungen
- 1985, Koch des Jahres Schweiz, Coup de fourchette: 5/5, Bester Jungkoch

## Mitgliedschaften
- Grandes Tables de Suisse
- Grandes Tables du Monde Tradition et Qualité